# Новіков Євген Олександрович (футболіст)
Євген Олександрович Новіков (ест. Jevgeni Novikov, 28 червня 1980, Нарва) — естонський футболіст, півзахисник.

## Кар'єра
Вихованець нарвського футболу. Починав кар'єру в місцевому «Трансі», грав у його складі чотири сезони. Потім виступав за таллінську «Флору», став в її складі дворазовим чемпіоном країни. Згодом грав за велику кількість клубів, в основному естонських і російських, ніде не затримуючись надовго. Зокрема, клуби «Содовик» і «Рига» припинили своє існування через фінансові проблеми у той час, коли він за них виступав.

## Досягнення
- Чемпіон Естонії (2): 2001, 2002 («Флора»)
- Фіналіст Кубка Естонії (2): 2000/01 («Флора»), 2008/09 («Нимме Калью»)